# グレート・ウェスタン鉄道3252形蒸気機関車

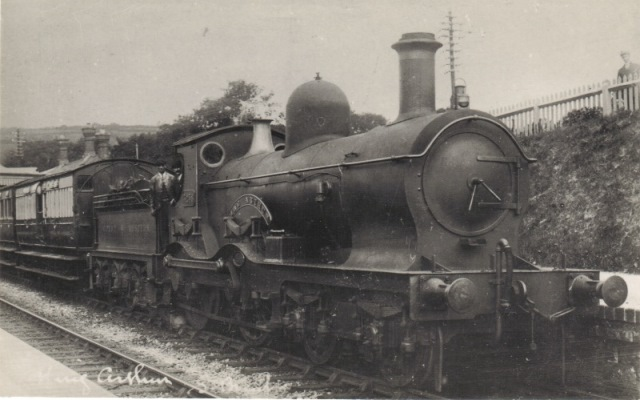
GWR 3258 キングアーサー・アット・ブレント

グレート・ウェスタン鉄道3252形蒸気機関車(3252 Class)はイギリスのグレート・ウェスタン鉄道（GWR）が製造した旅客用テンダー式蒸気機関車の1形式である。各車の固有名から、デューク級(Duke Class)とも呼ばれる。軸配置はアメリカン（4-4-0あるいは2B）である。

## 概要
GWRの機関車総監督(Locomotive Superintendant)であった、ウィリアム・ディーン（在任期間：1877年 - 1902年）によって、輸送単位の増大に適応できなくなりつつあった従来のシングルドライバーに代わる高速旅客列車用として1895年に設計された。

## 設計
当時としては一般的な構造の旅客列車用アメリカン機である。
台枠、弁装置、ボイラー、先台車など各部は、GWRが超広軌であった時代に主任技術者のブルネルの下で機関車総監督であったダニエル・グーチが設計し、以後3代に渡って改良が重ねられてきたシングルドライバーの最終世代である3031形の構造を踏襲している。
このため、やや小振りな動輪が台枠越しに2つ並び、サイドロッドがカウンターウェイトと共に台枠の外側に露出する外側台枠構造となっているなど、その設計には目新しさはなく、むしろ動輪が小直径化されたこともあって鈍重な印象を与える外観であった。

## 製造
3252 - 3291・3312 - 3331の60両が1895年から1899年にかけてグレート・ウェスタン鉄道スウィンドン工場で製造された。
これらの内、3253・3262 - 3264・3268・3269・3273・3279・3280・3282・3286・3312・3316・3318・3322・3324・3325・3327・3330・3331の20両は1907年から1908年にかけて3300形（ブルドッグ級）へ改造が実施され、更に29両については1936年より1939年にかけてボイラーと車籍が3200形（エール級）(3200 Class)へ供出されている。

## 運用
竣工後、輸送単位の増大で出力不足が目立ち始めたシングルドライバー群に代わってGWRの旅客列車の主力機となった。しかしながら、直接の後継機に当たる3300形（ブルドッグ級）やその高速バージョンである4120形（アタバラ級）および3700形（シティ級）の新製配置で次第に2線級扱いとなり、更に2900形（セイント級）を筆頭とする、より強力なテンホイラー機の大量投入でその当初の役割を終えた。
1911年より過熱装置の追加工事がスウィンドン工場で順次実施されたが、一部は未施工のまま戦後まで持ち越されており、GWR社内における本形式の重要度の低さを物語るような取り扱いであった。
もっとも、本形式は前述の通り20両がブルドッグ級に改造され、29両がエール級へ改造されるなどして延命が図られており、残りの未改造車についても一部が第二次世界大戦後も長く残存し、国有化後の1949年にようやく形式消滅となっている。

## 諸元
（長円錐形No.2形ボイラー搭載車）
- 全長 mm
- 全高 mm
- 軸配置 2B（アメリカン）
- 動輪直径 1,727mm
- 弁装置:内側スティーブンソン式弁装置
- シリンダー（直径×行程） 457.2mm×660mm
- ボイラー圧力 14.0kg/cm² （= 200lbs/in2 = 1.38MPa)）
- 火格子面積 m²
- 機関車重量 t
- 最大軸重 t
- 炭水車重量 t